# Gaucín
Gaucín is een gemeente in de Spaanse provincie Málaga in de regio Andalusië met een oppervlakte van 98 km². In 2007 telde Gaucín 1946 inwoners.